# Basílica Hilariana

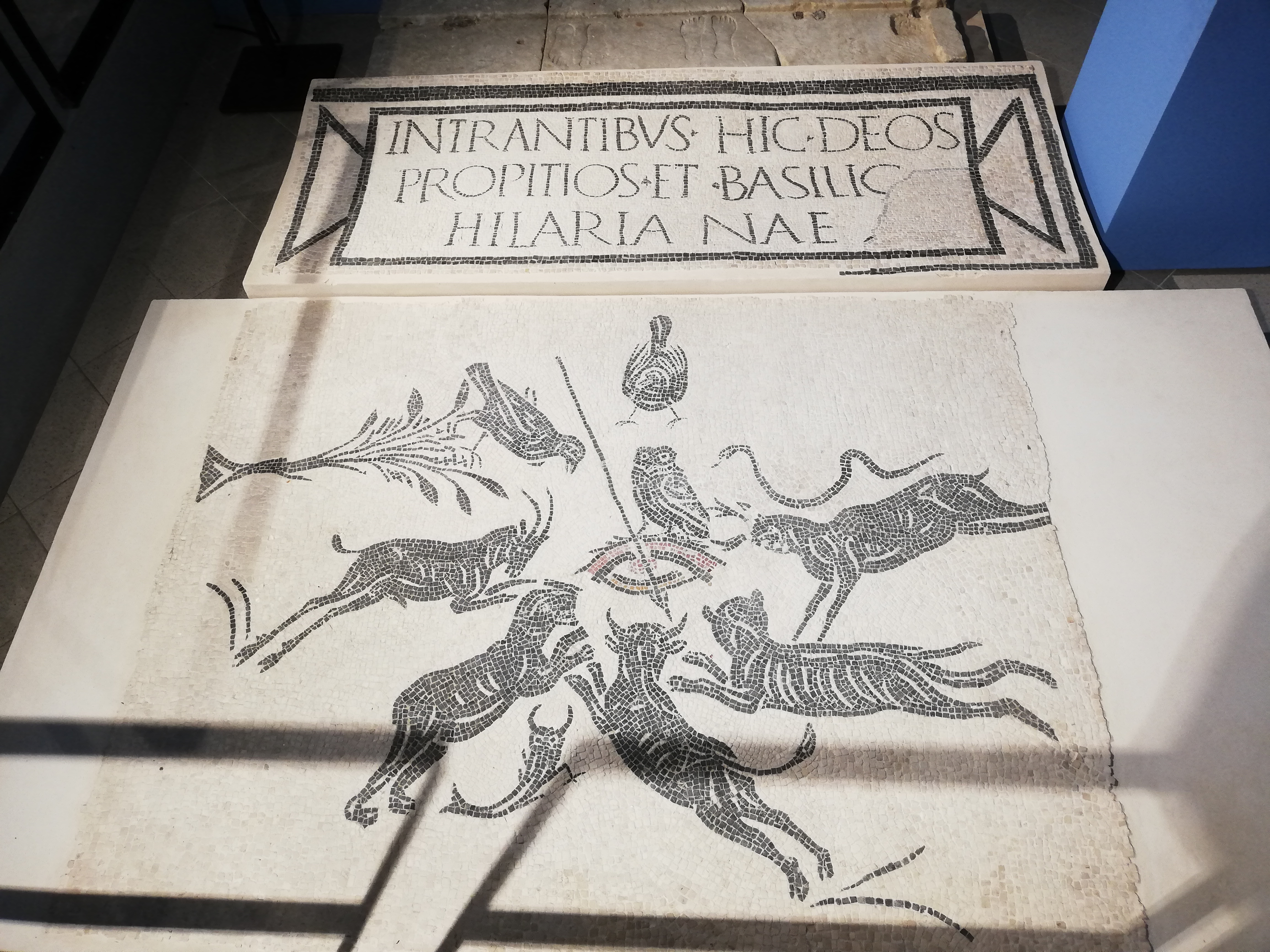
Mosaico auspicioso para quienes accedían a la basílica, hoy en la Centrale Montemartini, Roma.

La Basílica Hilariana (en italiano: Basilica Ilariana) es una antigua basílica romana situada donde hoy se encuentra el patio interior del moderno Policlinico militare Celio, en el barrio del mismo nombre, en Largo della Sanità militare.
Fue un santuario, sede del colegio sacerdotal de los dendróforos, dedicado al culto de Cibeles y Atis.

## Historia

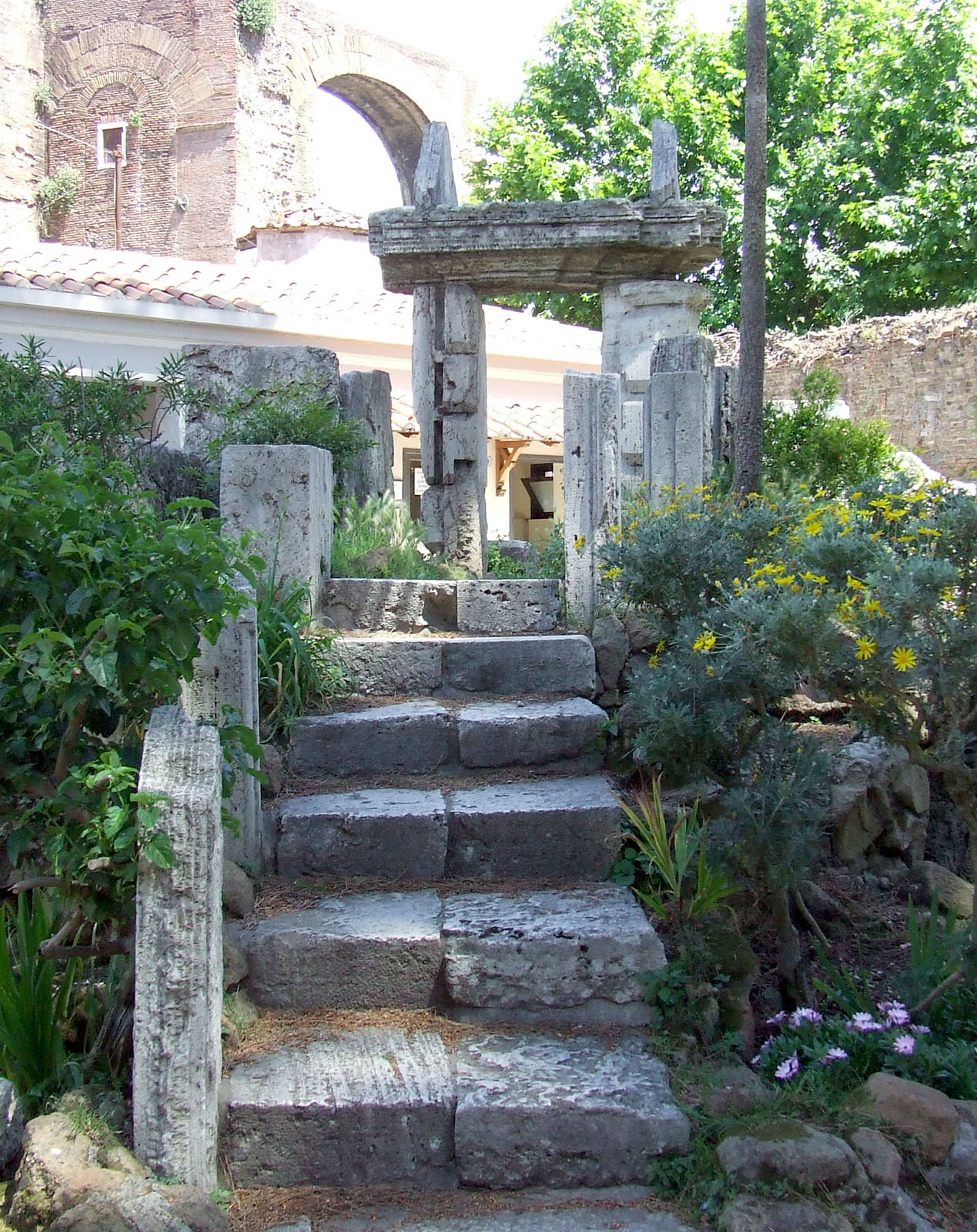
Restos de la Basílica Hilariana en el jardín de Villa Celimontana, erigida por Manio Publicio Hilario, detalle de la escalera que conduce al dolmen.

Los dendróforos eran los sacerdotes encargados de transportar el pino sagrado que representaba el cuerpo de Atis tras su muerte, hasta el templo de Cibeles, en el Palatino, para las celebraciones en honor de la diosa. El culto a la diosa frigia Cibeles, llamada Magna Mater por los romanos, fue traído a Roma desde Asia Menor en el 204 a. C., por sugerencia de los Libros sibilinos, llegando a la ciudad en forma de piedra negra, que se alojó en el templo dedicado a la diosa en el Palatino.
La basílica fue construida a mediados del siglo II, durante el período de los Antoninos, a instancias del margaritarius (comerciante de perlas) Manio Publicio Hilario, que era quinquennalis perpetuus del colegio de los dendróforos. Su función es conocida por encontrarse un mosaico pavimental con la inscripción en latín: Collegium dendrophorum Matris deum magnae et Attidis (lit.: Colegio de dendróforos de la Gran Diosa Madre y de Atis).
Estaba parcialmente bajo tierra: doce escalones perfilados en mármol conducían a un vestíbulo con mosaicos en blanco y negro, que representan un ojo herido por una lanza y un círculo de pájaros y animales alrededor. Un umbral que representaba la huella de dos pies, uno que entra y otro que sale, conducía a una habitación con una pila y la base de una estatua dedicada a Hilario.
Su forma original era la de los templos de los colegios en Roma, que se conocen a través de varios ejemplos de la Ostia Antica, caracterizada por un patio central alrededor del que se disponían las distintas oficinas necesarias para la gestión de la escuela. A la calle, que discurría a un nivel más alto que el nivel del suelo de la basílica, se accedía a través de una pequeña escalera en el vestíbulo, pavimentada con un mosaico figurativo (ahora en la Centrale Montemartini), una representación contra la mala suerte comentado anteriormente. En el vaso cuadrado que había en este patio, probablemente se encontraría el pino sagrado de Cibeles o Atis (en latín: Arbor Sancta), que era sacado en procesión una vez al año por los dendróforos en honor a la divinidad, ritual que se cree que promovía la fertilidad y la regeneración del ciclo de vida.
La basílica tenía una planta superior, de la que no queda nada. El complejo fue ampliamente renovado en el siglo III, cuando la vista del espacio del patio (con un mosaico geométrico en blanco y negro) se limitó a las habitaciones que lo flanqueaban. A partir del siglo IV, cuando probablemente el monumento todavía albergaba dendróforos, algunas habitaciones fueron ocupadas por una lavandería - tintorería. Estos espacios fueron extendiéndose por otras zonas del edificio (mientras que otras fueron abandonadas) en el siglo V, cuando, con toda probabilidad, el conjunto fue confiscado a los dendróforos y prohibido su uso como lugar de culto. El abandono definitivo se produjo en el siglo VI.
Como las ruinas están ubicadas en un área militar, se requiere permiso para visitarlas.
Su vestíbulo fue descubierto en 1889 durante la construcción del hospital militar de Roma en la colina del Celio, aunque el complejo no sería excavado a gran escala hasta 1987 - 1989. Finalmente se excavó por completo en 1997, aprovechando las renovaciones del hospital.